# Castelnuovo della Daunia
Castelnuovo della Daunia (bis 1863 nur Castelnuovo genannt) ist eine italienische Gemeinde (comune) mit 1286 Einwohnern (Stand 31. Dezember 2023) in der Provinz Foggia in Apulien. Die Gemeinde liegt etwa 38 Kilometer westnordwestlich von Foggia und grenzt unmittelbar an die Provinz Campobasso (Molise).
Der Thermalort ist für seine gute Luftqualität und das Mineralwasser aus der Quelle La Cavallina bekannt. Dieses Wasser wurde früher abgefüllt und in ganz Italien verkauft.
Das Gemeindegebiet besteht aus drei flächenmäßig unterschiedlichen "Inseln", die von anderen Gemeinden umgeben sind und in deren südlicher sich auch der Hauptort befindet. Die nördliche wird vom Fluss Fortore begrenzt.

## Geschichte
Als Castrum Sclavorum bzw. Castelluccio de' Sclavis wurde der Ort durch die Schiavoni gegründet und ist durch Slawen besiedelt worden.
Der palazzo baronale, heutiger Sitz des Rathauses, wurde im 11. Jahrhundert erbaut.
Den Namen Castelnuovo erhielt der Ort während des 15. Jahrhunderts.
Zwischen 1468 und 1476 zogen zahlreiche Albaner zu, die vor türkischen Massakern in ihrem Heimatgebiet geflohen waren. Auch in Castelnuovo stießen die Flüchtlinge zunächst auf Intoleranz, was ein Zusammenleben erschwerte.
Am 18. April 1863 beschloss der Gemeinderat dem Ort einen Beinamen zu geben, um ihn von den zahlreichen gleichnamigen Gemeinden zu unterscheiden. Der neue Name Castelnuovo della Daunia hebt die Zugehörigkeit zu der Gebirgskette Monti Dauni hervor.

## Ortsansichten

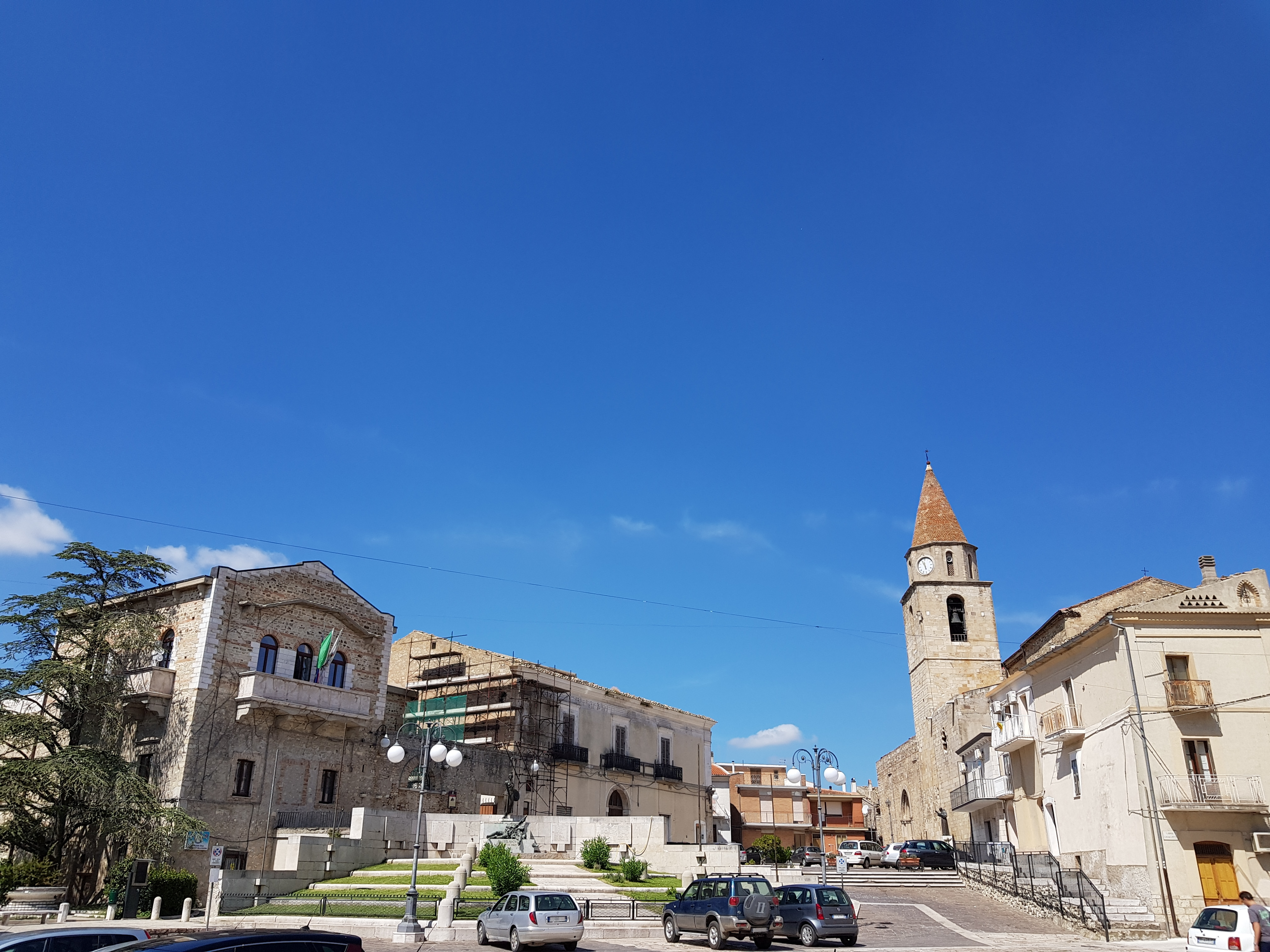
Die Piazza Plebiscito mit Sicht auf das Rathaus und die Kirche Santa Maria della Murgia
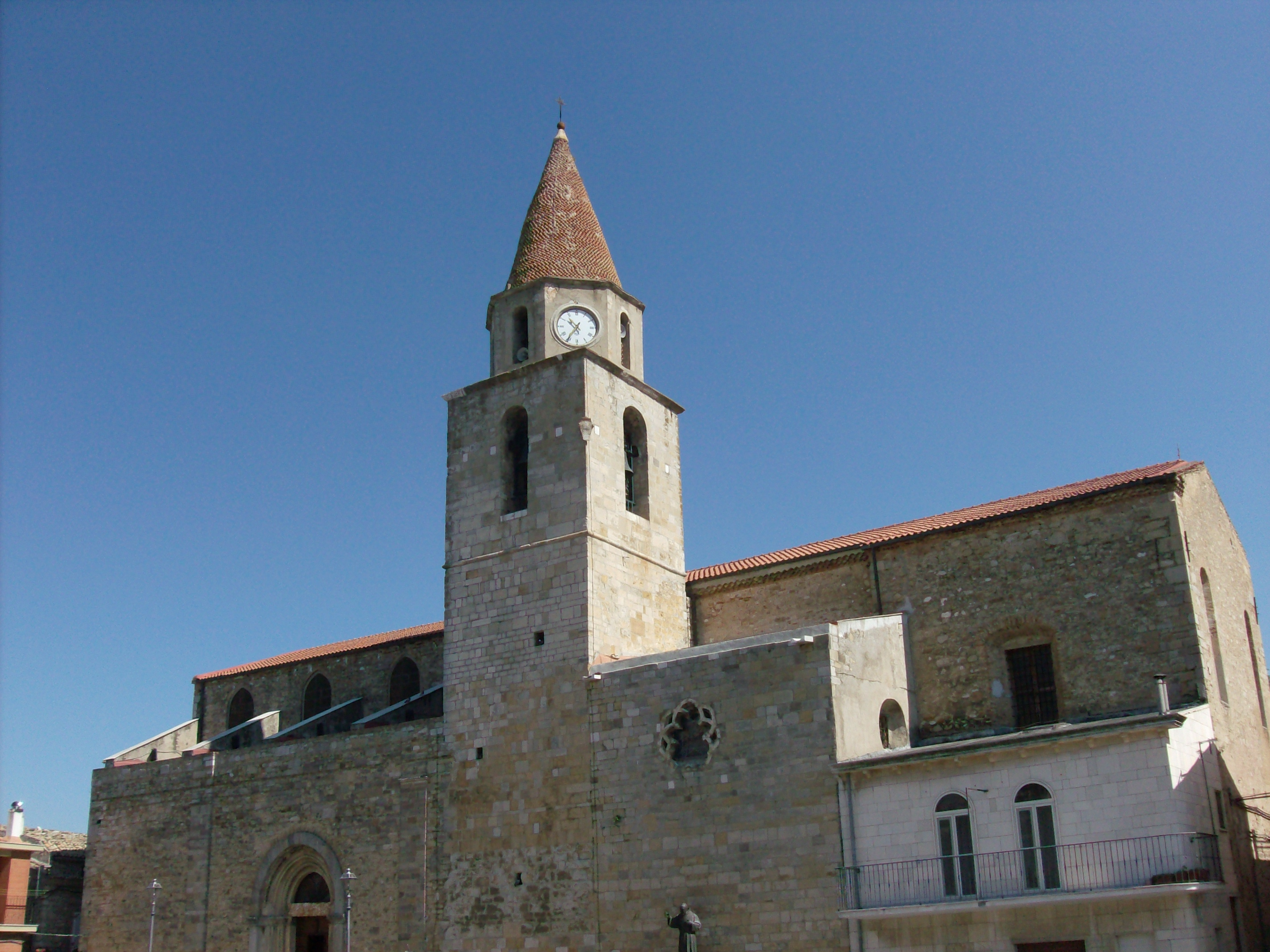
Die Kirche Santa Maria della Murgia
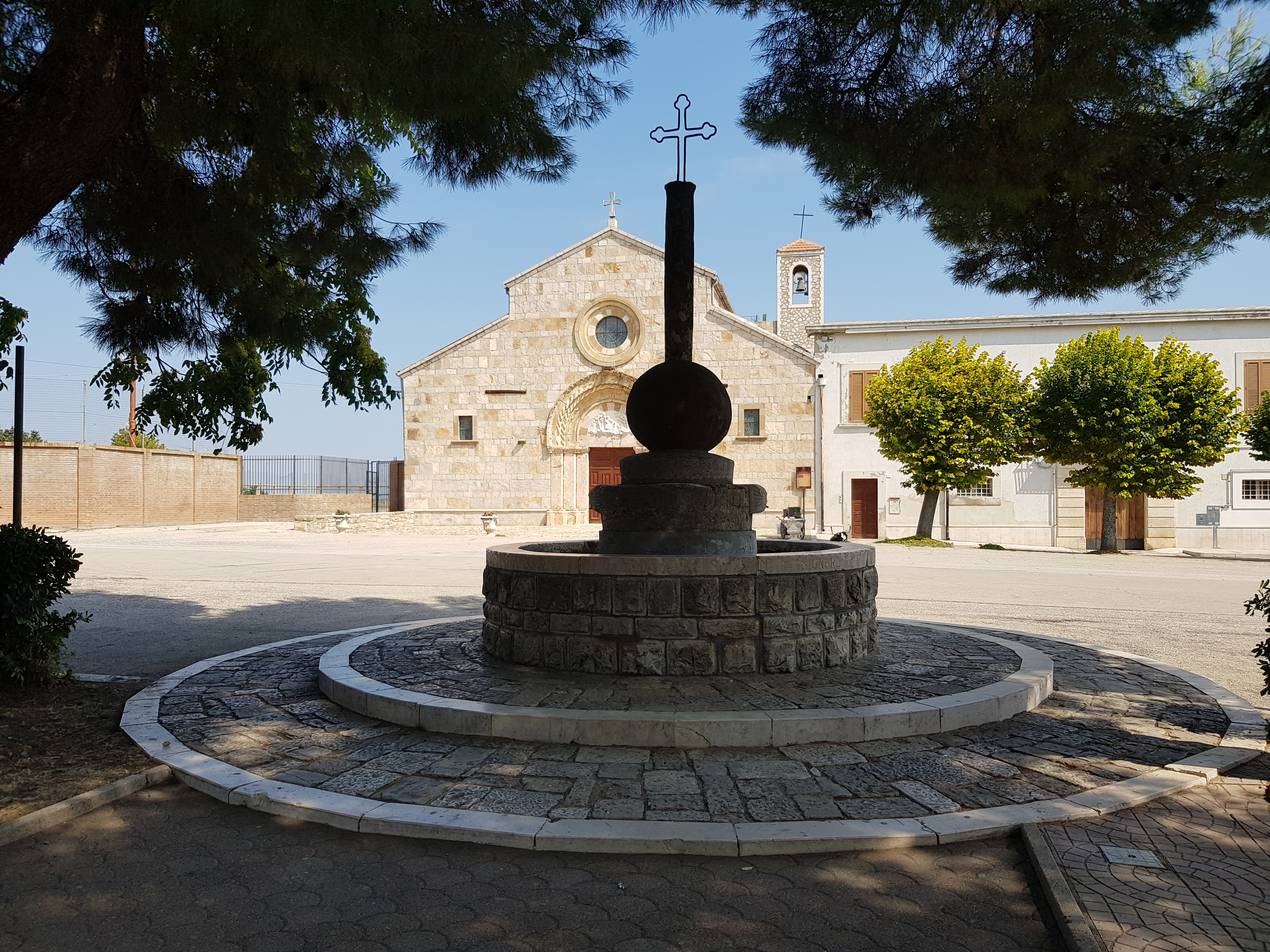
Der Convento Santa Maria Maddalena
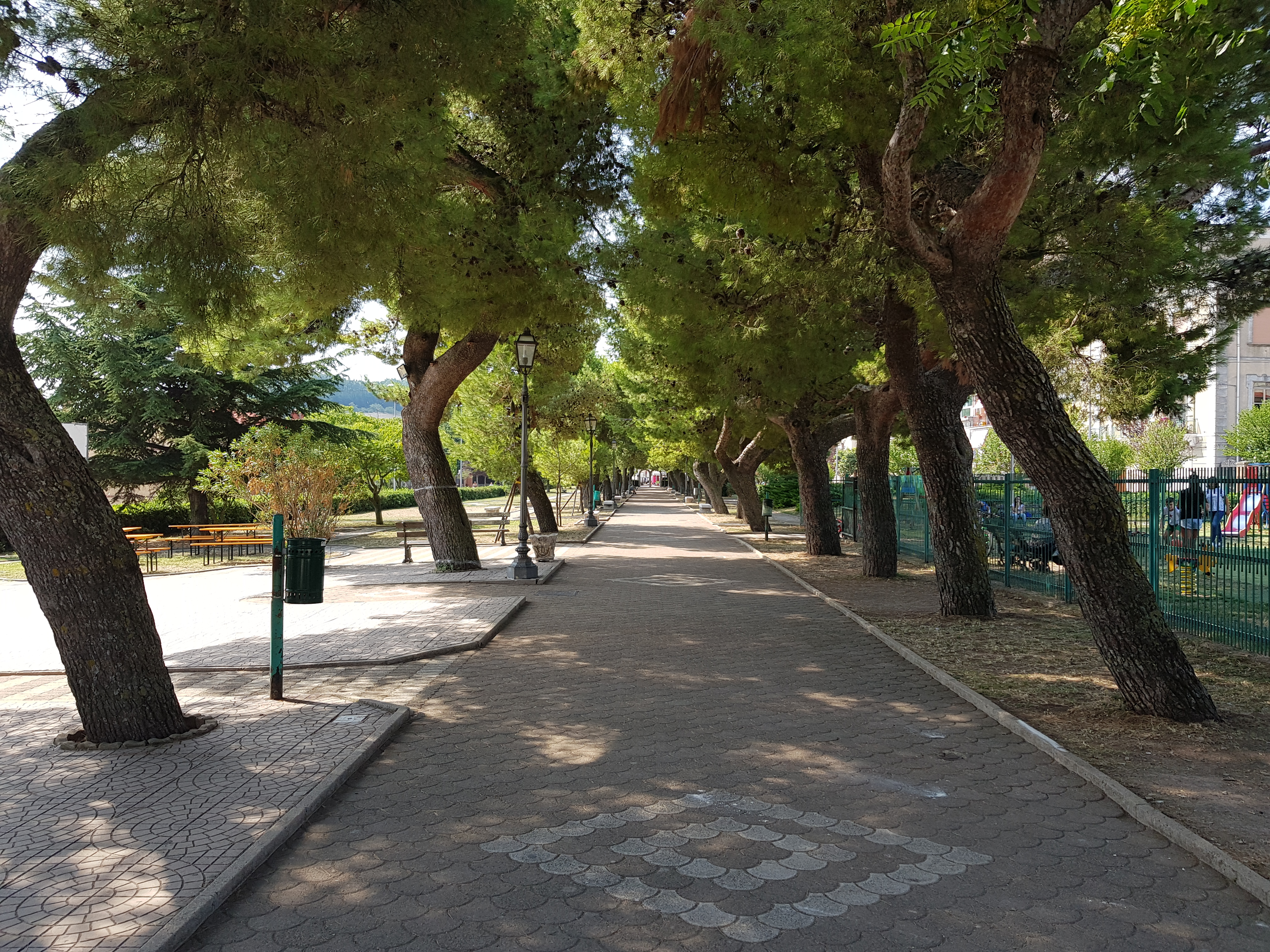
Die Parkanlage Villa Comunale
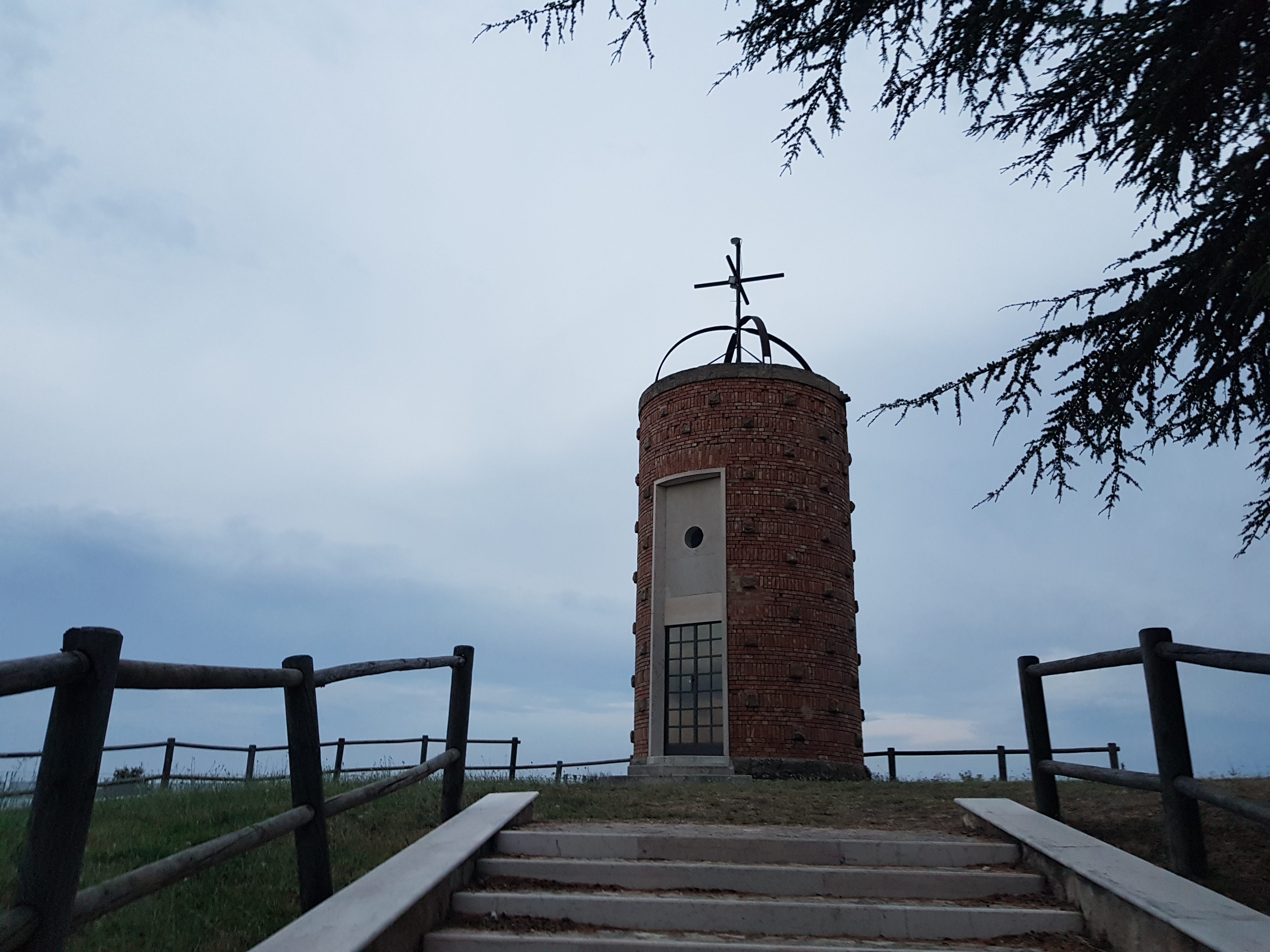
Die Kapelle und Aussichtspunkt La Cappellina

## Politik
Seit dem 26. Mai 2014 ist Guerino De Luca der Bürgermeister von Castelnuovo della Daunia.

## Probleme

### Abwanderung
Wie viele andere kleinere Gemeinden in Italien hat auch Castelnuovo della Daunia mit den Folgen der Abwanderung der Bevölkerung aus dem Dorf zu kämpfen. Hatte der Ort 1951 noch eine Bevölkerung von über 3600, waren es 2016 nur noch etwas mehr als 1400 Bewohner. Gründe für die Emigration sind u. a. mangelnde Zukunftsperspektiven, vor allem für junge Menschen.

### Bauruinen
In den vergangenen Jahren erhielt der Ort verhäuft mediale Präsenz, als diverse Missstände aufgedeckt wurden. Die italienische Tageszeitung Il Fatto Quotidiano berichtete am 28. September 2015, dass Castelnuovo della Daunia den Negativrekord an Bauruinen und der Verschwendung öffentlicher Gelder belege. Etwa zehn Millionen Euro sollen für die Errichtung von Bauwerken ausgegeben worden sein, welche nie in Betrieb genommen wurden. Dazu zählen u. a. ein Gefängnis, ein Amphitheater, sowie eine gesamte Ferienanlage mit mehreren Ferienhäusern, die dem Vandalismus zum Opfer fiel.
Auch die italienische Satiresendung Striscia la Notizia nahm die Gemeinde deshalb mehrmals ins Visier.
Der Bürgermeister Guerino De Luca bedauerte in einem Interview diese Berichterstattung und dementierte, dass Castelnuovo ein „Dorf der Verschwendung“ sei. Er gab an, dass der Bau des Gefängnisses vom italienischen Justizministerium in Auftrag gegeben wurde und es sich um gescheiterte Planungen handelt, bei welchen die Kommunalpolitik nicht beteiligt war. Zudem verwies er auf öffentliche Investitionen, welche seit Jahren gut funktionieren, wie etwa die Thermalanlage des Ortes.